# Hide TRIBUTE III Visual SPIRITS
『hide TRIBUTE III Visual SPIRITS』（ヒデ・トリビュート・スリー・ヴィジュアル・スピリッツ）は、hideの3作目のトリビュート・アルバム。2013年7月3日に徳間ジャパンコミュニケーションズから発売された。

## 概要
1998年5月2日に急逝した日本の音楽家でX JAPANのギタリストであるhideへの追悼の意を込め、トリビュート・アルバム"SPIRITS"がソロ活動20周年を記念して14年ぶりに復活。第3作はヴィジュアル系歌手による作品。第2作『hide TRIBUTE II Visual SPIRITS』と同日発売。

## 収録曲
全作詞・作曲：hide
1. ROCKET DIVE （R指定）
2. Beauty & Stupid （DIAURA）
3. ピンク スパイダー （己龍）
4. In Motion （FEST VAINQUEUR）
5. DOUBT （ダウト）
6. DICE （SCREW）
7. BACTERIA （アヲイ）
8. ever free （BORN）
9. D.O.D.[DRINK OR DIE] （DEZERT）
10. 限界破裂 （グリーヴァ）
11. EYES LOVE YOU （A）
12. HURRY GO ROUND （HERO）